# Académie des sciences de Berlin-Brandebourg
Pour les articles homonymes, voir Académie de Berlin (homonymie).
L'Académie des sciences de Berlin-Brandebourg (en allemand : Berlin-Brandenburgische Akademie der Wissenschaften, BBAW) est une académie des sciences fondée en 1992 par un contrat entre les Länder de Berlin et Brandebourg. Son siège est Berlin et Potsdam. L'Académie est un établissement public autonome.

## Histoire
L'histoire de l'Académie remonte à l'Académie royale des sciences de Prusse, fondée en 1700 avec une participation décisive de Gottfried Wilhelm Leibniz. Le 1er avril 1946, l'ancienne Preußische Akademie der Wissenschaften (« Académie prussienne des sciences ») a été rouverte à Berlin sous la dénomination de Deutsche Akademie der Wissenschaften (« Académie allemande des sciences ») par l'administration militaire soviétique en Allemagne. En 1972, elle a changé de nom et est devenue l'Académie des sciences de la RDA ; l'académie faisait fonction à la fois de société savante que d'organisme de soutien, à l'image de la société Max-Planck, d'une communauté de recherche d'instituts extra-universitaires. À la suite de la réunification allemande, l'académie de la RDA est dissoute fin 1991 et est reconstituée en la Berlin-Brandenburgischen Akademie der Wissenschaften (acronyme BBAW) selon un traité d'États du 21 mai 1992 entre les Länder de Berlin et Brandebourg. Elle entre en activité en 1993.

## Description
Après le président-fondateur Hubert Markl, le président de l'Académie est de 1995 à 2005 Dieter Simon, de 2006 à 2015 Günter Stock, et depuis 2015 Martin Grötschel. Son siège principal est à Berlin dans la Jägerstraße 22-23, anciennement bâtiment d'une banque.
L'Académie compte, dans sa longue histoire, 79 lauréats du prix Nobel parmi ses membres réguliers. Actuellement, elle forme une association de scientifiques dépassant les frontières des disciplines et des frontières des Länder, avec environ 200 membres élus ; de par son siège dans la région de la capitale, elle a une responsabilité représentative particulière. Les membres de l’Académie traitent, dans des groupes de travail interdisciplinaires et transdisciplinaires — une méthode de travail innovante dans le paysage académique allemand — de question concernant l'avenir de la société ainsi que de travaux de valorisation de l’héritage culturel. L'Académie emploie environ 300 collaborateurs et représente la plus grande institution extra-universitaire de recherche en Berlin Brandenbourg. Elle entretient des relations et contrats avec une vingtaine d'académies de quatre continents. Depuis 2008, la BBAW participe, sous la direction de la Leopoldina, à travers l'acatech (Deutsche Akademie der Technikwissenschaften) et avec les autres académies de l'Union des académies des sciences allemandes, à des activités de conseil aux gouvernements en politique scientifique.

## Activités de l'Académie
L'Académie, avec 24 projets en cours et de nombreux projets à financements externes, est l’une des institutions de recherche extra-universitaires les plus importantes en sciences humaines et sociales de la région. Parmi ces projets, il y a des dictionnaires allemands et en langues étrangères, l’édition de texte et de sources de l'antiquité, du Moyen-Âge et des temps modernes, l'édition d'ouvrage de références dans divers domaines et de documentations. D'importants projets sont réalisés en collaboration avec d'autres académies allemandes.

### Projets (sélection)
Projets achevés

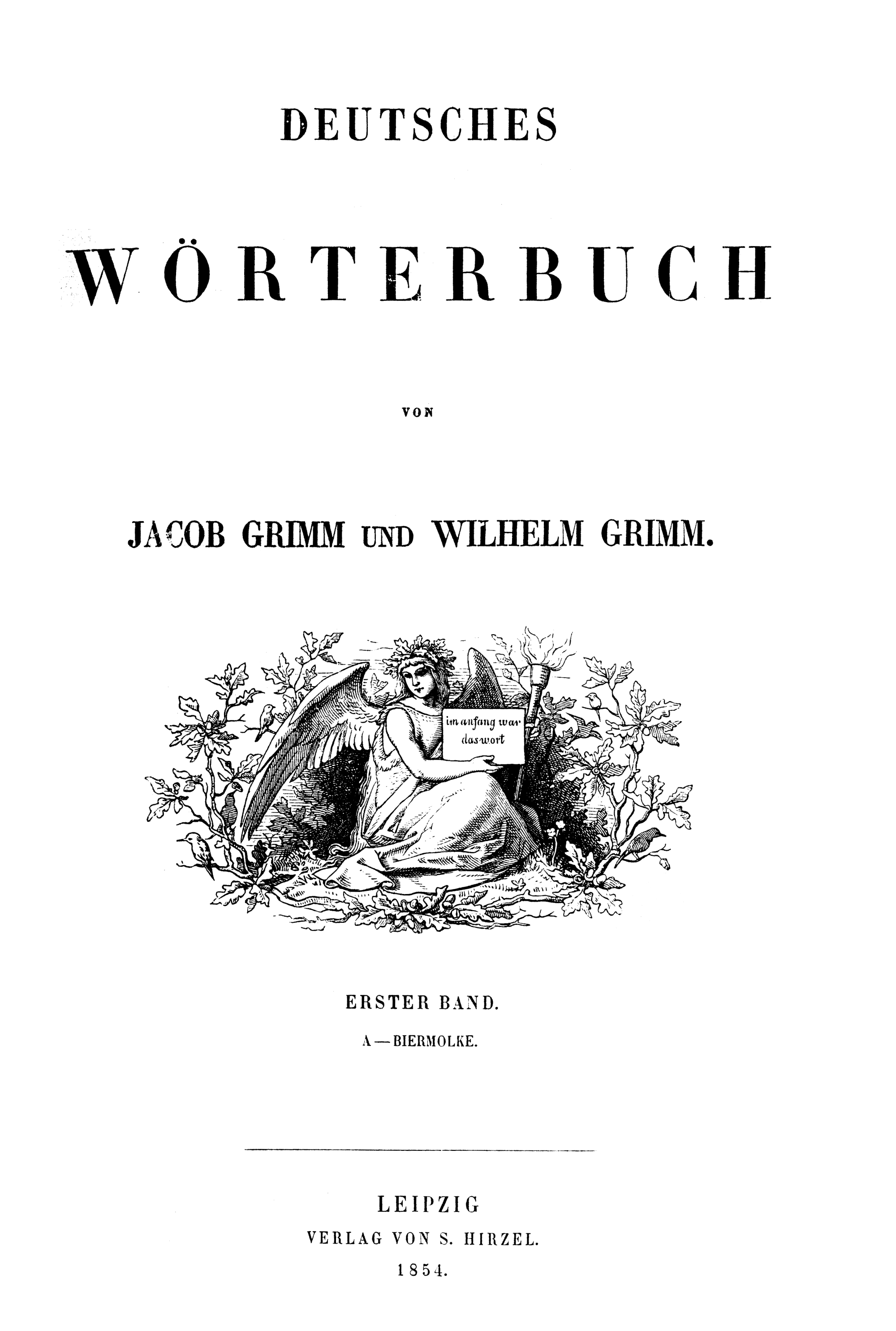
Dictionnaire de Grimm.

- Wörterbuch der ägyptischen Sprache
- Dictionnaire de Grimm
- Karl Goedeke Grundriss
- Berliner Klassik
- Census of Antique Works of Art and Architecture Known in the Renaissance
- Digitales Wörterbuch der deutschen Sprache des 20. Jahrhunderts (de)
- Prosopographia Imperii Romani
- Corpus Medicorum Graecorum
- Deutsche Texte des Mittelalters (de) (DTM)

Projets en cours
- Goethe-Wörterbuch (de)
- Commentaria in Aristotelem Graeca et Byzantina
- Corpus Coranicum
- Inscriptiones Graecae
- Corpus Inscriptionum Latinarum
- Corpus Vitrearum Medii Aevi
- Monumenta Germaniae Historica
- Traducteurs autrichiens de la Bible
- Die alexandrinische und antiochenische Bibelexegese in der Spätantike – Griechisch Christliche Schriftsteller 2011–2030
- Nietzsche tardif
- Kurt-Gödel-Forschungsstelle, Die "Philosophischen Bemerkungen" Kurt Gödels[3]
- Joachim von Fiore[4]

Éditions complètes
- Marx-Engels-Gesamtausgabe
- Bernd Alois Zimmermann Édition complète et critique de ses œuvres, écrits et correspondance.
- Éditions complètes de Ludwig Andreas Feuerbach, Georg Forster, Emmanuel Kant, Gottfried Wilhelm Leibniz, Karl Philipp Moritz, Christoph Martin Wieland, Martin Buber, Uwe Johnson, Wilhelm von Humboldt.

S'ajoutent à ces projets les travaux de groupes de travail interdisciplinaires, et des projets sur soutien externes.

### Évènements réguliers
- Conférences de l’Académie
- Leibniztag
- Einsteintag
- Ernst-Mayr-Lecture
- Salon Sophie Charlotte (de)

Les travaux des collaborateurs et les publications des projets de l'Académie sont disponibles sur un serveur géré par la bibliothèque,.

### Junge Akademie/Global Young Academy/Arab-German Young Academy
L'Académie a fondé, avec la Leopoldina, la Junge Akademie en juin 2000, une forme particulière de promotion de jeunes scientifiques. Le nombre de ses membres et limitée à 50 personnes. Les membres sont élus pour cinq ans parmi les jeunes chercheurs d'exception déjà diplômés. L'objectif principal de la Junge Akademie est de promouvoir le discours scientifique interdisciplinaire entre les jeunes chercheurs et d'encourager les initiatives à l’interface entre les sciences et la société.
En 2010 l'Académie participe à la fondation de la Global Young Academy, une organisation qui se veut être une académie de jeunes chercheurs et chercheuses du monde entier.
L'Arab-German Young Academy of Sciences and Humanities (AGYA) est fondé à l’initiative de la BBAW en 2013 et sert aux échanges de chercheurs et chercheuses du monde arabe.

## Prix et distinctions
L'Académie des sciences de Berlin et Brandebourg décerne les prix suivants :
- Médaille Helmholtz
- Médaille Leibniz
- Médaille Kant (depuis 2010) pour des personnes qui se sont distinguées dans la promotion de la formation et des sciences dans le contexte international[9]
- Akademiepreis der Berlin-Brandenburgischen Akademie der Wissenschaften (de)
- Prix de l'Académie des sciences de Berlin et Brandebourg sponsorisé par la fondation de la Commerzbank
- Prix de l'Académie des sciences de Berlin et Brandebourg sponsorisé par la fondation Monika Kutzner de promotion de la recherche sur le cancer
- Prix Eva et Klaus Grohe (de)
- Prix des sciences et techniques, sponsorisé par l’entreprise Biotronik, attribué depuis 2010[10]
- Walter de Gruyter-Preis pour des résultats scientifiques exceptionnels dans le domaine des éditions Walter de Gruyter, surtout en sciences humaines
- Prix de l'Académie des sciences de Berlin et Brandebourg sponsorisé par la fondation Peregrinus-Stiftung Rudolf Meimberg (de)
- Prix Sigrid et Heinz Hannse pour des prestations particulières dans le domaine de la médecine des genres.

Le Interdisziplinäre Forschungsverbund Digital Humanities in Berlin (if|DH|b) décerne, à travers l'Académie, depuis 2015 le
Prix Digital Humanities de Berlin.

## Liste des dirigeants
| Identité                              | Période          | Période  | Durée |
| Identité                              | Début            | Fin      | Durée |
| ------------------------------------- | ---------------- | -------- | ----- |
| Martin Grötschel (né en 1948)         | 1er octobre 2015 | 2020     | 5 ans |
| Christoph Markschies (d) (né en 1962) | 2020             | En cours | 5 ans |

## Publications (sélection)
- Christoph Markschies (éd.), Vademekum der Inspirationsmittel, Ernst Osterkamp, Göttingen 2012, 136 pages.
- Wolfgang Virmond (éd.), Friedrich Daniel Ernst Schleiermacher. Vorlesungen zur Hermeneutik und Kritik, Édition complète critique, 2e partie, Volume 4 Hrsg. Wolfgang Virmond, Berlin/Boston, 2012, 1162 pages.
- Günter Stock (éd.), Erbe und Zukunft / Heritage and the Future. Berlin 2012, 128 pages.
- Günter Stock (éd.) Wissenschaftspolitik im Dialog, Berlin 2012 édité avec le groupe de travail interdisciplinaire « Excellenzinitiative ».
- Die Akademie am Gendarmenmarkt 2008/09 ff.
- Berlin-Brandenburgische Akademie der Wissenschaften (éd.), Debatte, Berlin 2004 et suiv.
- Berlin-Brandenburgische Akademie der Wissenschaften (éd.), Jahrbuch, Berlin 1994 et suiv.
- De 1998 à 2015 la BBAW publie le journal annuel Gegenworte. Hefte für den Disput über Wissen[13],[14], périodique fondé par le président d'alors Dieter Simon.
- Stephan Leibfried, Christoph Markschies, Ernst Osterkamp et Günter Stock (éds.), Berlins wilde Energien. Portraits aus der Geschichte der Leibnizschen Wissenschaftsakademie, Berlin 2015.
- Jahresberichte für deutsche Geschichte (de)